# Orutu
L'orutu est un instrument de musique traditionnel originaire du Kenya. C'est une vièle jouée par les Luo du lac Victoria.

## Facture
L'instrument, long d'environ 60 cm, est rudimentaire et composé d'une caisse de résonance cylindrique taillée dans le bois dans laquelle vient se planter un manche où est fixée une corde unique. La table d'harmonie est en membrane animale.

## Jeu
Il est posé contre l'abdomen et l'unique corde est frottée par un archet rudimentaire en sisal tenu par une main tandis que l'autre main pince la corde et contrôle le son et la hauteur par la pression des doigts. Cet instrument ancestral est surtout utilisé dans les cérémonies séculières et régulières mais également dans la musique benga.